# Cincia (araldica)
In araldica la cincia compare solo in alcuni stemmi di araldica civica.

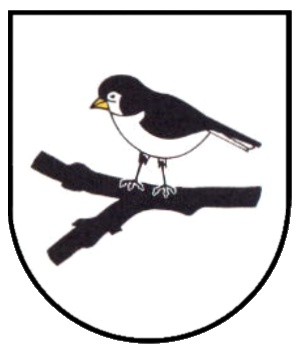
D'argento, alla cincia al naturale sostenuta da un ramo biforcuto reciso di nero (Maisach, Oppenau, Germania)
Una cincia d'argento (Mésangueville, Francia)
Arma parlante: una cincia (Meise in tedesco) nello stemma di Mesum (Rheine, Germania)

## Traduzioni
- Inglese: tit
- Tedesco: Meise
- Spagnolo: carbonero